# الثورة الرواندية

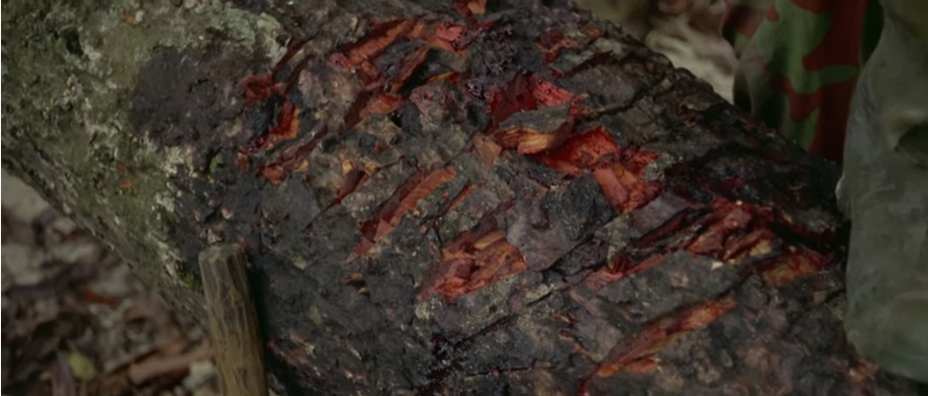
لقطة من فيلم Africa Addio. يناير 1964، في أعقاب الثورة الرواندية. جذع شجرة ملطخ بالدماء تستخدمه ميليشيات الهوتو لقطع أيدي التوتسي

الثورة الرواندية وتُعرف أيضًا بثورة الهوتو أو الثورة الاجتماعية أو رياح التدمير هي فترة من العنف العرقي في رواندا بين عامي 1959 و1961 بين الهوتو والتوتسي، وهما اثنين من أكبر ثلاث مجموعات إثنية في رواندا. شهدت الثورة على تحول البلاد من مستعمرة بلجيكية فيها ملكية من التوتسي إلى جمهورية مستقلة تسيطر عليها مجموعة الهوتو.
حُكمت رواندا من قبل ملكية من التوتسي منذ القرن الثامن عشر على الأقل بسياسات مترسخة موالية للتوتسي ومناهضة للهوتو. تعاقبت ألمانيا وبلجيكا في السيطرة على رواندا حتى بدايات القرن العشرين، إذ حكمت الأمتين الأوربيتين البلاد من خلال الملوك وسياسة مرسخة داعمة للتوتسي. بعد عام 1945، تطورت نخبة مناهضة من الهوتو أدت إلى تدهور العلاقات بين المجموعات. تحركت قيادة التوتسي من أجل استقلال سريع لتعزيز سلطتها، ودعت نخبة الهوتو لانتقال السلطة من التوتسي إلى الهوتو (وهو موقف تنامى دعمه من قبل الكنيسة الرومانية الكاثوليكية والحكومة الاستعمارية).
بدأت الثورة في نوفمبر عام 1959، بسلسلة من التمردات والحرائق المتعمدة في منازل التوتسي بعد الهجوم على أحد القيادات الفرعية للهوتو، دومينيك مبونيوموتوا، من قبل متطرفين التوتسي. انتشر العنف بسرعة على طول البلاد. سعى الملك وسياسيو التوتسي من أجل هجوم معاكس للاستيلاء على السلطة وطرد الهوتو والبلجيكيين لكنهم أحبِطوا من قبل الكولونيل البلجيكي غاي لوغيست الذي أحضِر من قبل الحاكم الاستعماري. أعاد لوغيست تأسيس القانون والنظام بادئًا برنامج للترويج وحماية نخبة الهوتو. استبدل البلجيكيون بعد ذلك العديد من زعماء وقادة التوتسي بالهوتو، وجعلوا من الملك كيغيلي الخامس ملكًا صوريًا؛ فر كيغيلي لاحقًا من البلاد. رغم العنف المضاد للتوتسي، نظمت بلجيكا انتخابات محلية في منتصف ستينيات القرن العشرين. سيطرت أحزاب الهوتو على معظم المقاطعات ما أنهى الثورة بصورة فعلية. أعلن لوغيست وقائد الهوتو غريغوري كايباندا رواندا جمهوريةً متمتعة بالحكم الذاتي عام 1961، وأصبحت البلاد جمهوريةً مستقلة عام 1962.
تسببت الثورة بهجرة 336 ألف من التوتسي على الأقل إلى البلدان المجاورة حيث عاشوا لاجئين هناك. رغم سعي المنفيين للعودة مباشرةً إلى رواندا، فقد انقسموا بين أولئك الساعين للمفاوضات وأولئك المتمنين بإسقاط النظام الجديد. أنشأ بعض المنفيين مجموعات مسلحة (أطلِق عليها لقب إنينزي أو الصراصير من قبل حكومة الهوتو) شنت هجمات داخل رواندا. حدث أكبر هجوم في أواخر عام 1963 عندما اقترب هجوم مفاجئ من كيغالي. قاتلت الحكومة وهزمت المتمردين وقتلت الآلاف من التوتسي المتبقين في رواندا. لم يشكل اللاجئون خطرًا بعد ذلك حتى تسعينيات القرن العشرين، عندما أشعلت الجبهة الوطنية الرواندية من لاجئي التوتسي حربًا أهلية وأجبرت حكومة الهوتو على المفاوضات. أدى ذلك إلى تصاعد في تطرف الهوتو والإبادة الجماعية عام 1994، وفيها قُتل نصف مليون من التوتسي قبل أن تسيطر الجبهة الرواندية الوطنية على البلاد.

## خلفية تاريخية

### رواندا ما قبل الاستعمار
يُعد شعب توا أول من سكن ما يُعرف الآن برواندا، وهم مجموعة من شعب البيغمي الصيادين والملتقطين الذين استوطنوا المنطقة في الفترة بين 8000 و3000 قبل الميلاد واستمروا في البلاد حتى اليوم. في الفترة بين 700 قبل الميلاد و1500 بعد الميلاد، هاجر عدد من مجموعات البانتو إلى رواندا وبدأوا بتفريغ الغابات من أجل الزراعة. بعد خسارة معظم مناطق سكنهم، انتقل شعب توا سكان الغابات نحو الجبال. يملك المؤرخين عدة نظريات حول هجرة البانتو. وفقًا لنظرية من تلك النظريات، أول المستوطنين كانوا من الهوتو؛ هاجر التوتسي لاحقًا وشكلوا مجموعة عرقية مختلفة على الأغلب من أصل كوشتي. تقول نظرية مغايرة إن الهجرة كانت بطيئة وثابتة، إذ كانت المجموعات القادمة تندمج في المجتمع الموجود (بدلًا من غزوه). في هذه النظرية تصاعد التفريق بين الهوتو والتوتسي لاحقًا بصفته تفريقًا طبقيًا بدلًا من كونه تفريقًا عرقيًا.
اندمج السكان، أولًا في العشائر (أوبوكو) وفي حوالي ثماني ممالك بحلول عام 1700. كانت البلاد خصبة ومكتظة بالسكان، وكانت ممالكها مسيطرة اجتماعيًا بصورة صارمة. أصبحت مملكة رواندا، التي تحكمها عشيرة التوتسي نيجينيا، مهيمنة بشكل متزايد في منتصف القرن الثامن عشر. منذ نشأتها كقوة طوبارشية صغيرة بالقرب من بحيرة موهازي، توسعت المملكة من خلال الغزو والاستيعاب، ووصلت إلى ذروتها في عهد الملك (موامي) كيجيلي روابوجيري بين عامي 1853 و1895. وسع روابوجيري المملكة غربًا وشمالًا، مطبقًا إصلاحات إدارية شملت أوبوهكي (وفيها تنازل قادة التوتسي عن الماشية والمكانة المميزة لصالح عملاء الهوتو أو التوتسي مقابل الخدمات الاقتصادية والشخصية) وأوبوريتوا (نظام سخرة أُجبر فيه الهوتو على العمل لزعماء التوتسي). أدت إصلاحات روابوجيري إلى حدوث صدع بين سكان الهوتو والتوتسي.

#### الاستعمار
حدد مؤتمر برلين عام 1884 المنطقة لألمانيا، مع حدود غير دقيقة. عندما اكتشف غوستاف أدولف فون غوتزن البلاد بعد عشر سنوات، اكتشف أن مملكة رواندا تضم منطقة خصبة شرق بحيرة كيفو. أرادت ألمانيا هذه المنطقة، التي طالب بها ليوبولد الثاني أيضًا كجزء من دولة الكونغو الحرة الخاصة به (التي ضمتها بلجيكا لتشكيل الكونغو البلجيكية عام 1908). لتبرير ادعائها، بدأت ألمانيا سياسة الحكم من خلال الملكية الرواندية ودعم زعماء التوتسي؛ سمح هذا النظام بالاستعمار بقليل من القوات الأوروبية. يوهي الخامس موزينغا، الذي ظهر كملك بعد أزمة الخلافة بعد وفاة والده روابوجيري والصراع مع القوات البلجيكية، رحب بالألمان واستخدمهم لتعزيز سلطته. أصبحت المنطقة بمثابة الحدود الغربية لشرق إفريقيا الألمانية. سمح الحكم الألماني بالاستمرار في سياسة مركزية روابوجيري، وتعمق الخلاف بين التوتسي والهوتو.
سيطرت القوات البلجيكية على رواندا وبوروندي خلال الحرب العالمية الأولى، وأصبحت البلاد تحت السيطرة البلجيكية في عام 1919 بتفويض من عصبة الأمم، وأطلِق عليها رواندا-أوروندي. على الرغم من أن بلجيكا واصلت في البداية أسلوب الحكم الألماني من خلال النظام الملكي، بدأت في عام 1926، سياسة الحكم الاستعماري المباشر بما يتماشى مع النمط في الكونغو. تضمنت الإصلاحات تبسيط نظام الزعماء الثلاثة المعقد، لذلك كان رئيس واحد (عادة من التوتسي) بدلًا من ثلاثة (تنقسم عادة بين التوتسي والهوتو) يحكم منطقة محلية. توسعت الإصلاحات البلجيكية أيضًا أوبوريتروا (نظام السخرة من قبل الهوتو لزعماء التوتسي) ليشمل الأفراد، وليس المجتمعات فقط، ولمناطق لم يشملها النظام من قبل. بدأ زعماء التوتسي عملية إصلاح زراعي بدعم بلجيكي؛ استولى التوتسي على مناطق الرعي التي كانت تسيطر عليها تقليديًا جماعات الهوتو وخصخصوها بأقل تعويض.
ابتداءً من أواخر عشرينيات القرن العرشين، تصاعد دور الكنيسة الكاثوليكية. شجعت الحكومة البلجيكية على ذلك، لأن الكهنة يعرفون البلاد جيدًا ويسهلون إدارتها. تحول العديد من الروانديين (بما في ذلك نخبة التوتسي)، حيث كانت الكاثوليكية شرطًا أساسيًا متزايدًا للتقدم الاجتماعي. رفض الملك موزينغا التحول، وفي عام 1931 خُلع من قبل الإدارة البلجيكية؛ وخلفه ابنه الأكبر موتارا الثالث رودايجوا وأصبح في النهاية أول ملك مسيحي لرواندا. خلال ثلاثينيات القرن الماضي، قدم البلجيكيون مشاريع واسعة النطاق في مجالات التعليم والصحة والأشغال العامة والإشراف الزراعي، بما في ذلك المحاصيل الجديدة والتقنيات الزراعية لتحسين الإمدادات الغذائية. على الرغم من تحديث رواندا، ظل التوتسي في السلطة، تاركين الهوتو محرومين وخاضعين للعمل القسري على نطاق واسع. في عام 1935، قدمت بلجيكا بطاقات الهوية، واصفة الفرد بأنه توتسي أو هوتو أو توا أو متجنس. على الرغم من أن الهوتو الأثرياء كانوا قادرين في السابق على أن يصبحوا من التوتسي بصورة شرفية، إلا أن بطاقات الهوية أنهت المزيد من الحراك الاجتماعي.